# Chiusa Sclafani
Chiusa Sclafani ist eine Stadt der Metropolitanstadt Palermo in der Region Sizilien in Italien mit 2475 Einwohnern (Stand 31. Dezember 2023).

## Lage und Daten
Chiusa Sclafani liegt 80 km südlich von Palermo. Die Einwohner arbeiten hauptsächlich in der Landwirtschaft und der holzverarbeitenden Industrie. Etwa 9 km südlich liegt die Ortschaft San Carlo. Die Einwohner sind in der Landwirtschaft tätig, vor allem gibt es Plantagen von Mandarinen und Orangen. San Carlo ist zu Chiusa Sclafani eingemeindet.
Die Nachbargemeinden sind Bisacquino, Burgio (AG), Caltabellotta (AG), Corleone, Giuliana und Palazzo Adriano.
Nachdem der Bahnverkehr nach Chiusa Sclafani 1959 eingestellt wurde, ist die Stadt heute nur noch auf der Straße zu erreichen.

## Geschichte
Die Gemeinde wurde 1320 von Graf Matteo Sclafani gegründet. Im Laufe der Zeit wechselte der Besitzer der Gemeinde öfters.

## Sehenswürdigkeiten
- Pfarrkirche, gebaut im 14. Jahrhundert, sie wurde im 18. und 19. Jahrhundert renoviert
- Kapuzinerkloster Couvent Saint Antoine de Bastia aus dem Barock
- Kirche San Sebastiano aus dem 17. Jahrhundert

## Städtepartnerschaften
- Chiclana de Segura, Spanien
- Montanaro, Italien